# オペラ・カンパニー・オブ・ボストン

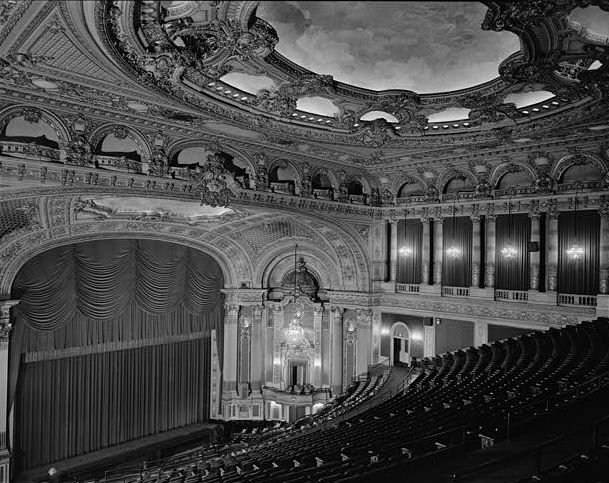
1980年から1990年、ボストン・オペラ・ハウス（旧B・F・キース・メモリアル・シアター）で上演していた。

オペラ・カンパニー・オブ・ボストン（英語: Opera Company of Boston）は、アメリカ合衆国マサチューセッツ州ボストンで1950年代から1980年代まで活動していたオペラ・カンパニー。1958年、指揮者のサラ・コールドウェルがボストン・オペラ・グループ (Boston Opera Group) として創立した。
一時期、ツアー公演部門はオペラ・ニューイングランド (Opera New England) と呼ばれていた。30年以上にわたり、コールドウェルはほとんどのプロダクションで演出と指揮者を兼任していた。コールドウェルのもと、幅広い時代やスタイルの多くのアメリカ初演作品やコンテンポラリー・オペラを含むオペラ75作品をレパートリーとしていた。
斬新なレパートリーとコールドウェルの演出により世界的に称賛され、1970年代から1980年代に世界のオペラ・カンパニーを牽引してきた。1990年、約32年間の活動ののち財政破綻により閉鎖された。

## 歴史

### 起源
1958年、サラ・コールドウェルとリンダ・キャボット・ブラックらは5千ドルでオペラ・カンパニー・オブ・ボストンを創立し、ジャック・オッフェンバックの『月世界旅行』をボストンコモンにてアデレイド・ビショップ主演で上演した。『ボストン・グローブ』紙は優れたプロダクションと称賛し、ドワイト・D・アイゼンハワー大統領の招聘によりホワイトハウスの庭で上演することになった。上演成功後、コールドウェルはジャコモ・プッチーニの『ラ・ボエーム』を上演することを決めた。

### 1958年–1979年
この頃までカンパニーは本拠地を持っていなかった。カンパニー創立数か月前に、長年使用されていなかった築50年のボストン・オペラ・ハウスが取り壊されてしまっていたのである。『ラ・ボエーム』上演のため、コールドウェルはドネリー・シアターを借り、1968年に取り壊されるまでここで上演し続けた。
1968年から7年間、定期的に上演できる会場を探し続け、この間シュバート・シアター、マサチューセッツ工科大学のクレスキー・オーディトリアム、サイクロレマ、タフツ大学フィールド・ハウスなど様々な施設で上演していた。1975年から5年間、オーフィアム・シアターを借用し上演することとなった。

### 1980年–1990年
カンパニーにとってオーフィアム・シアターはちょうど良かったのであるが、コールドウェルは占有劇場を望んでいた。1978年、カンパニーはダウンタウンのワシントン・ストリートにある、かつてムービー・パレスであったB・F・キース・メモリアル・シアターを購入した。ニューイングランドの著名な女性相続人である裕福なスーザン・ティムキンの支援によりこの劇場を獲得することができた。当時劇場は荒廃していたが、2,500名収容でき、音響も良く設計もしっかりしており様々な可能性が残されていた。しかし舞台の奥行は35フィート（11.7メートル）しかなく、限られた演出しかできなかった。また財政状況により完全に改修するのは不可能であった。これらの問題にかかわらず、コールドウェルは計画を推し進め、1980年、カンパニーはこの劇場を新たな本拠地として「ボストン・オペラ・ハウス」と改名した。補修が追い付かないうちに損傷個所が増えていき、経費がかさんでいった。カンパニーは劇場を補修する費用をまかなうことができず、1990年にテキサス州の開発会社に売却した。カンパニーはその後も存続していたが、それ以降作品を上演することはなくなった。

### レガシー
カンパニーと共に著名な歌手が出演していた。初年度でさえ、ビヴァリー・シルズ、ジョーン・サザーランドなどの大スターが出演していた。コールドウェルはジェイムズ・ビリングなど若き才能を発掘していた。ほかにユーニス・アルバーツ、ジョン・アレキサンダー、リチャード・カリシー、プラシド・ドミンゴ、ドナルド・グラム、マリリン・ホーン、イーヴァ・リコヴァ、エレイン・モルビン、イーヴァ・マートン、シェリル・ミルンズ、マグダ・オリヴェロ、レナータ・テバルディ、ノーマン・トレイグル、シャーリー・ヴェレット、アニャ・シリヤ、ジョン・ヴィッカーズなどが出演した。
同様に多くの著名人がスタッフあるいは美術などで参加していた。約6年間、ラルフ・ライフォードは副指揮を務め、ケント・ナガノはこのカンパニーで指揮者としてのキャリアを開始した。1967年から1986年、ラスロ・J・ボニスが代表を務め、ダー・ウイリアムズが舞台監督を務めた。ルドルフ・ハインリヒ、ミン・チョウ・リー、ハーバート・シン、ヘレン・ポンド、ギルバート・ヴォーン・ヘムスレフ・ジュニア、デイヴィッド・シャイアなど多くの重要なデザイナーたちが在籍していた。バレエ・ダンサーのパット・コルゲイトが何度も出演していた。演出補佐のエスカイア・ジョウケムはコールドウェルの手助けを得てボストン・レパートリー・シアターを創立し、プロデュース、演出を行なうほか、オペラ、舞台作品、テレビ作品の創作も行なった。
32年間の活動の中で、カンパニーは斬新な演目で世界的に称賛を得た。コールドウェルのもと、カンパニーはアルノルト・シェーンベルクの『モーゼとアロン』、セルゲイ・プロコフィエフの『戦争と平和』、エクトル・ベルリオーズの『トロイアの人々』および『ベンヴェヌート・チェッリーニ』、ルイジ・ノーノの『不寛容1960』、アルバン・ベルクの『ルル』、ロジャー・セッションズの『モンテスマ』、ピーター・マックスウェル・デイヴィスの『タヴァナー』などのアメリカ初演を行なった。